# Head Office
Head Office és una pel·lícula estatunidenca dirigida per Ken Finkleman, estrenada el 1986.

## Argument
Amb la llicenciatura d'empresarials a la universitat, John Issel és immediatament contractat per la companyia d'Helmes I.N.C. A INC, qui que aconsegueix pujar, ho fa fent la pilota, o passant sobre el cadàver d'algú. John continua esperant promocions, però no sap per què. De fet la direcció no es preocupa d'ell, esperen que havent-lo contractat, el seu pare, el Senador Issel, els ajudarà.

## Repartiment
- Judge Reinhold: Jack Issel
- Lori-Nan Engler: Rachael Helmes
- Eddie Albert: Pete Helmes
- Merritt Butrick: John Hudson
- Ron Frazier: Bob Nixon
- Richard Masur: Max Landsberger
- Rick Moranis: Howard Gross
- Don Novello: Sal
- Michael O'donoghue: Scott Dantley
- Jane Seymour: Jane Caldwell
- Wallace Shawn: Mike Hoover
- Bruce Wagner: Al Kennedy
- Danny DeVito: Frank Stedman
- Ron James: Mark Rabinovich
- John Kapelos: General Sepulveda
- Brian Doyle-murray: Coronel Tolliver
- George Coe: Senador Issel